# Ягшимамедов, Арслан Бердымамедович
Арслан Бердымамедович Ягшимамедов (туркм. Arslan Ýagşymämmedow) — туркменский государственный деятель.

## Биография
Родился в 1973 году в Ашхабаде.
Образование высшее. В 1995 году окончил Туркменский политехнический институт по специальности — промышленное и гражданское строительство.
Трудовую деятельность начал в 1995 году мастером-строителем на Ашхабадском заводе железобетонных конструкций № 1.
1995—1996 — заместитель начальника производственно-технического отдела строительно-монтажного треста «Туркменэнергогурлушык».
1996—1999 — ведущий инженер «Башашгабатгурлушык».
1999—2000 — строитель-прораб СМУ № 7.
2001—2004 — главный специалист управления по координации работ в коммунальном хозяйстве, связи, транспорте, энергетике хякимлика города Ашхабада.
2004—2006 — главный инженер управления «Шахерзейсув».
2006—2008 — начальник строительно-коммунального отдела управления капитального строительства хякимлика города Ашхабада.
2008—2011 — управляющий трестом «Ашгабатйылылык».
08.04.2011—11.01.2013 — министр коммунального хозяйства Туркменистана.
11 января 2013 года уволен за недостатки в работе. Дальнейшая судьба неизвестна.

## Семья
- отец — Бердымамед Ягшимамедов, преподаватель Туркменского политехнического института.

## Варианты транскрипции фамилии
- Фамилия: Ягшимаммедов